# Haskhaw Gill
Der Haskhaw Gill ist ein Wasserlauf in Cumbria, England. Er entsteht an der Nordseite des Baugh Fell und fließt in nördlicher Richtung. Bei seiner Mündung in den Rawthey Gill bildet er den River Rawthey.